# Montefalco
Montefalco è un comune italiano di 5 255 abitanti della provincia di Perugia in Umbria. È il punto di riferimento della regione vinicola in cui si producono il Sagrantino di Montefalco e il Montefalco rosso.

## Geografia fisica

### Territorio
Montefalco, circondato da vigneti e oliveti, è situato in cima a una collina che domina la pianura dei fiumi Topino e Clitunno. Per questa favorevole posizione panoramica, dal 1568 gli è stato attribuito l'appellativo di "Ringhiera dell'Umbria". Da qui, nelle giornate più limpide, da vari punti belvedere è possibile ammirare un panorama a 360° che spazia per l'intera vallata tra Perugia e Spoleto, dai versanti del Subappennino a quelli dei Monti Martani.

### Clima
Il clima della città e delle colline circostanti è di tipo continentale.
In base alla media trentennale di riferimento 1961-1990, la temperatura media del mese più freddo, gennaio, si attesta sui +3,8 °C; quella del mese più caldo, luglio, è di +23,5 °C.
Le precipitazioni medie annue si aggirano sui 700 mm, distribuite in circa 89 giorni, con un minimo relativo in estate ed un picco in autunno.
La neve fa la sua apparizione in città circa sette volte l'anno, e a volte gli accumuli sono anche abbastanza consistenti. In media ci sono 40 giorni di gelo all'anno.
| MONTEFALCO         | Mesi | Mesi | Mesi | Mesi | Mesi | Mesi | Mesi | Mesi | Mesi | Mesi | Mesi | Mesi | Stagioni | Stagioni | Stagioni | Stagioni | Anno |
| MONTEFALCO         | Gen  | Feb  | Mar  | Apr  | Mag  | Giu  | Lug  | Ago  | Set  | Ott  | Nov  | Dic  | Inv      | Pri      | Est      | Aut      | Anno |
| ------------------ | ---- | ---- | ---- | ---- | ---- | ---- | ---- | ---- | ---- | ---- | ---- | ---- | -------- | -------- | -------- | -------- | ---- |
| T. max. media (°C) | 6,9  | 8,4  | 12,9 | 16,5 | 21,3 | 25,6 | 30,9 | 30,2 | 23,7 | 17,9 | 12,8 | 8,0  | 7,8      | 16,9     | 28,9     | 18,1     | 17,9 |
| T. min. media (°C) | 1,0  | 1,2  | 4,4  | 6,7  | 10,6 | 14,2 | 16,1 | 16,1 | 13,8 | 9,6  | 5,7  | 2,1  | 1,4      | 7,2      | 15,5     | 9,7      | 8,5  |

## Società

### Evoluzione demografica
Abitanti censiti

### Etnie e minoranze straniere
Secondo i dati ISTAT, al 1º gennaio 2011 la popolazione straniera residente era di 516 persone, pari al 9,0%. Le nazionalità maggiormente rappresentate erano (in percentuale sul totale degli stranieri):
1. Albania: 151 – 29,26%
2. Romania: 99 – 19,19%
3. Macedonia del Nord: 54 - 10,47%
4. Marocco: 54 - 10,47%
5. Polonia: 22 - 4,26%
6. Ucraina: 21 - 4,07%

## Storia
Il toponimo Montefalco si deve, secondo la tradizione, a Federico II di Svevia. L'imperatore, visitando i luoghi nel XIII secolo, constatato il gran numero di falchi, decise di cambiare il nome della località da Coccorone (Cors Coronae) in quello attuale. La presenza dell'animale nel territorio è andata via via scemando, fino a raggiungere il minimo storico in età moderna. Il 31 luglio 2007 nei cieli di Montefalco è stata liberata una coppia di gheppi, con finalità di ripopolamento. Il progetto ha avuto un grandissimo successo e i gheppi si sono riprodotti.
Intorno al 1280 la città viene conquistata da Todi, come testimonia lo stemma cittadino rappresentante un'aquila e posto su un palazzo alla destra della porta di sant'Agostino. Durante il periodo dell'occupazione tuderte inizia la coltivazione delle uve per il grechetto che si vanno ad aggiungere alla tradizione più antica del vino rosso. Nello stesso periodo avviene anche la costruzione del palazzo pubblico (oggi sede del comune) e dei principali edifici religiosi. La città diventa così la più importante fortificazione del territorio tuderte contro Foligno e Spoleto e lo rimane fino al 1383, quando passa prima sotto i Trinci di Foligno per poi divenire, come gli altri centri umbri, di dominio papale.

## Monumenti e luoghi d'interesse

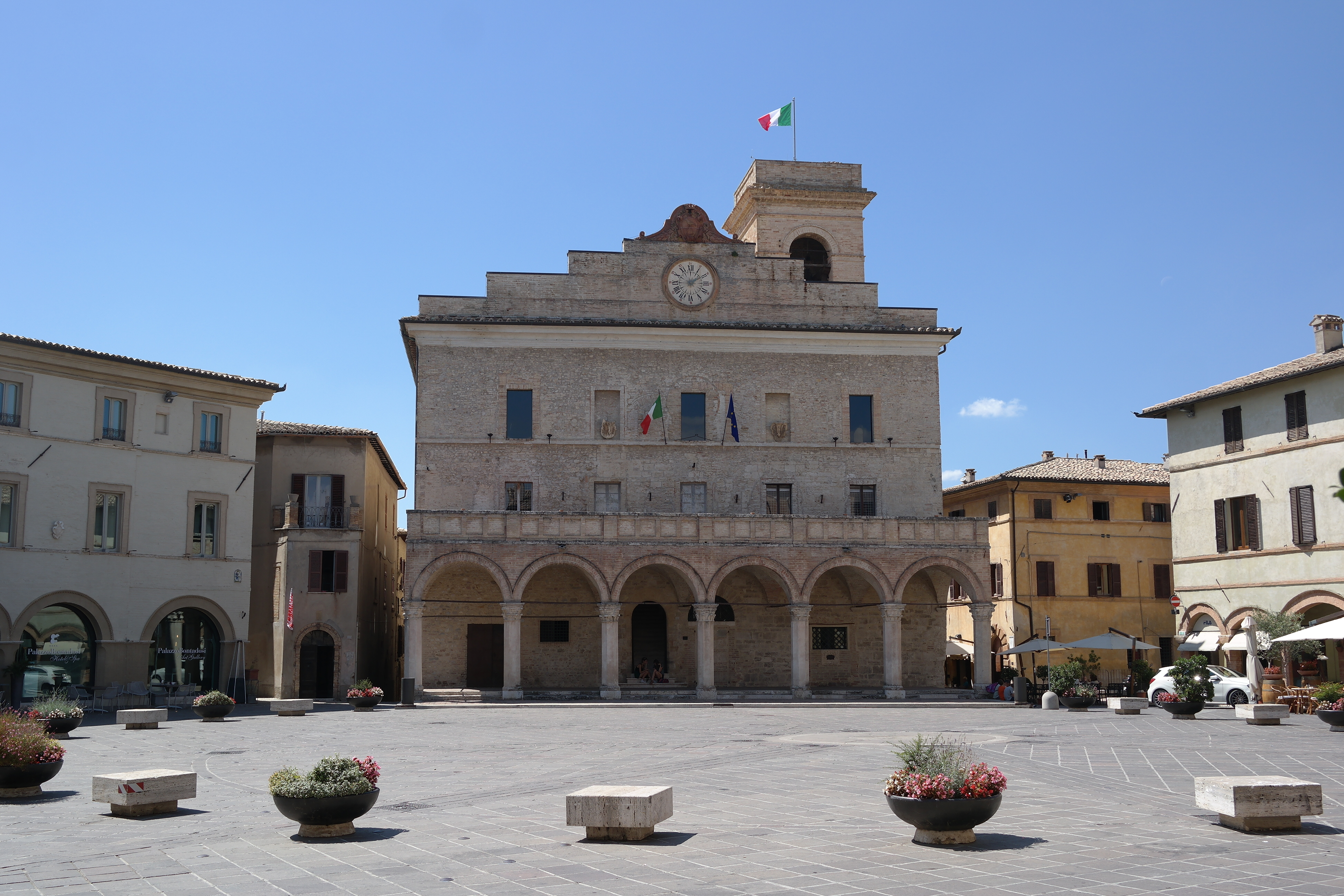
Palazzo Comunale

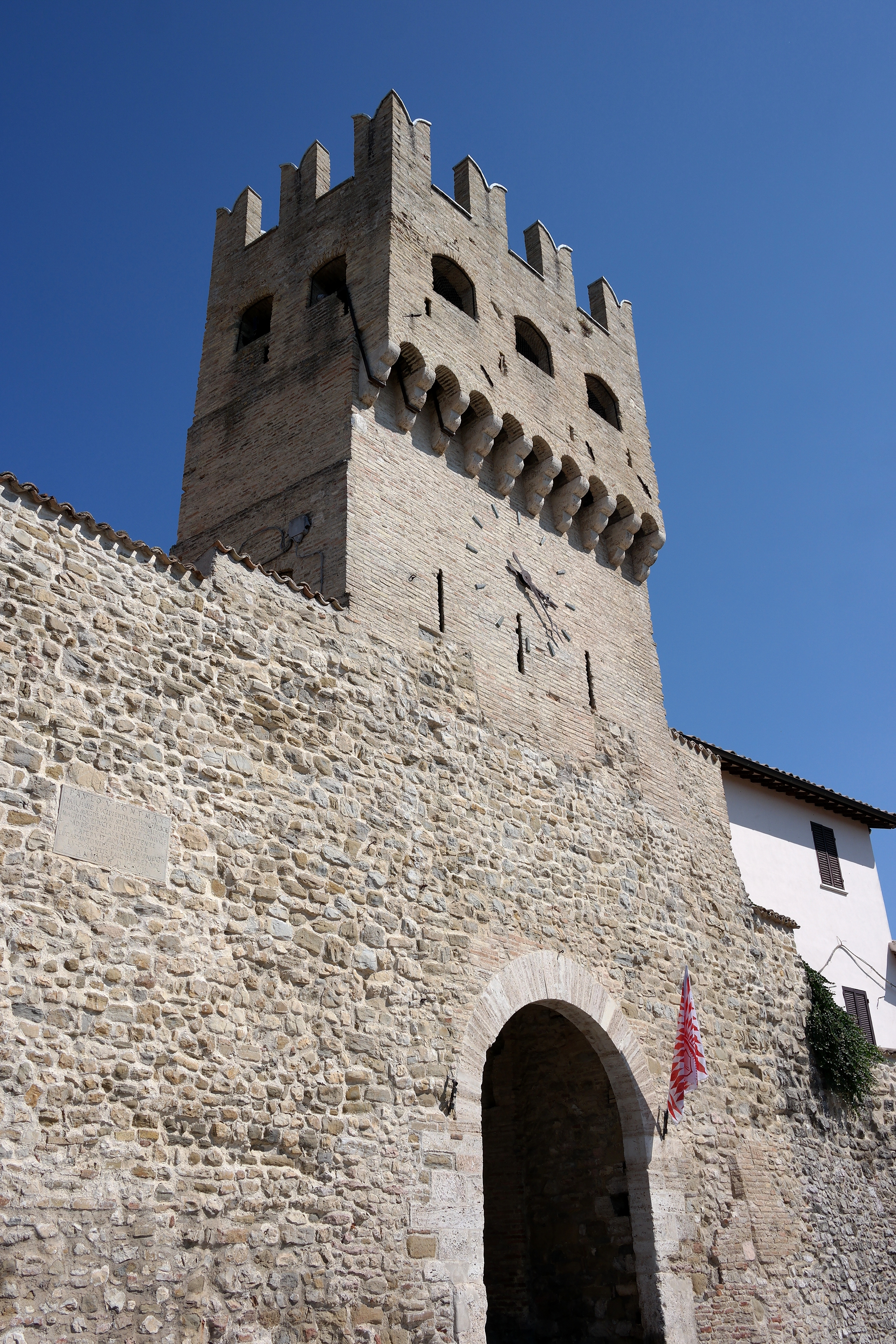
Porta Sant' Agostino (Montefalco)

- La cinta muraria con le sue porte, tra cui la merlata Porta Sant'Agostino, e le sue torri, tra cui la Torre del Verziere.
- La chiesa di Sant'Agostino, costruita tra il 1279 e il 1285, dove si trovano, oltre alle importanti testimonianze dell'originaria decorazione pittorica trecentesca, affreschi che ricordano Ambrogio Lorenzetti; vi sono inoltre custoditi i corpi delle beate Chiarella e Illuminata e il corpo mummificato del beato Pellegrino.
- La piazza del Comune, con, tra gli altri, il duecentesco palazzo Comunale, il ben conservato centro medievale che la circonda e l'ex chiesa di Santa Maria di Piazza, risalente alle origini del libero comune.
- Il complesso museale di San Francesco, che comprende l'ex chiesa di San Francesco, costruita tra il 1335 e il 1338, dove si può ammirare l'importante ciclo di affreschi di Benozzo Gozzoli raffiguranti le Storie della vita di San Francesco; contiene inoltre una Natività del Perugino e custodisce nella cripta un lapidario con sculture e reperti archeologici romani e medievali. Ospita anche la Pinacoteca comunale nei locali già annessi all'ex convento francescano, comprendente dipinti di scuola umbra e forlivese (in particolare, della bottega di Melozzo da Forlì). Sono state da poco rese accessibili e visitabili le antiche cantine dei frati Minori Conventuali di Montefalco, allestite con materiali del XVIII e XIX secolo legati alla lavorazione delle uve e alla produzione vinicola (collezione Marco Gambacurta).
- La chiesa di Santa Lucia, del XII secolo.
- La chiesa di San Bartolomeo e porta San Bartolomeo, poi chiamata porta Federico II.
- La chiesa di Santa Chiara da Montefalco, nella quale si conserva il corpo di santa Chiara da Montefalco, e la cappella di Santa Croce, decorata con affreschi di scuola umbra del XIV secolo.
- La chiesa di Santa Illuminata, della fine del XV secolo, ricostruita sul posto del primitivo reclusorio abitato dalla beata Giovanna e da santa Chiara.
- La chiesa di San Leonardo.
- La pieve di San Fortunato, che conserva opere di Benozzo Gozzoli e Tiberio d'Assisi a meno di un chilometro dalla città.
- La chiesa di San Rocco e la chiesa di Sant'Anna, nella frazione di Camiano a circa 2 km dalla città, che si raggiunge uscendo da Porta Camiano e percorrendo una strada costeggiata da antiche edicole affrescate e fonti alimentate da sorgenti locali.
- La chiesa di Santa Maria di Turrita, del XII secolo, nella frazione di Turrita a pochi chilometri dalla città. In origine vi era annesso un monastero benedettino, successivamente soppresso. La leggenda del patrono san Fortunato narra che il santo era il parroco di questa chiesa. L'interno della chiesa presenta affreschi di carattere devozionale, tra i quali quelli del XV secolo di Giovanni di Corradduccio e Bartolomeo da Miranda, e la tela di Giampiero Canotti raffigurante la Madonna che appare a San Filippo Neri, dell'inizio del secolo XVIII. Da questa chiesa provengono dei dipinti con Storie della vita di Cristo, attribuite a Cristoforo di Jacopo di Marcucciora[8].
- Il santuario della Madonna della Stella, a pochi chilometri dalla città.
- Il castello di Fabbri, del XIV secolo, a pochi chilometri dalla città.
- La chiesa di San Lorenzo nella frazione di Casale.

## Cultura

### Leggende
Coccorone in Montefalco (leggenda popolare)
Leggenda legata al nome di Montefalco è quella in cui si narra della fuga dei Falchi tanto amati dal giovane Federico II, stanziatosi poco distante da Coccorone. I Falchi scelsero Coccorone per posarsi, preferendolo alle campagne circostanti, e gli abitanti del Paese presero i falchi per riportarli a Federico II, con la richiesta di non attaccare il loro paese. Questi, acconsentendo, decise di ribattezzare Coccorone col nome di MonteFalco.

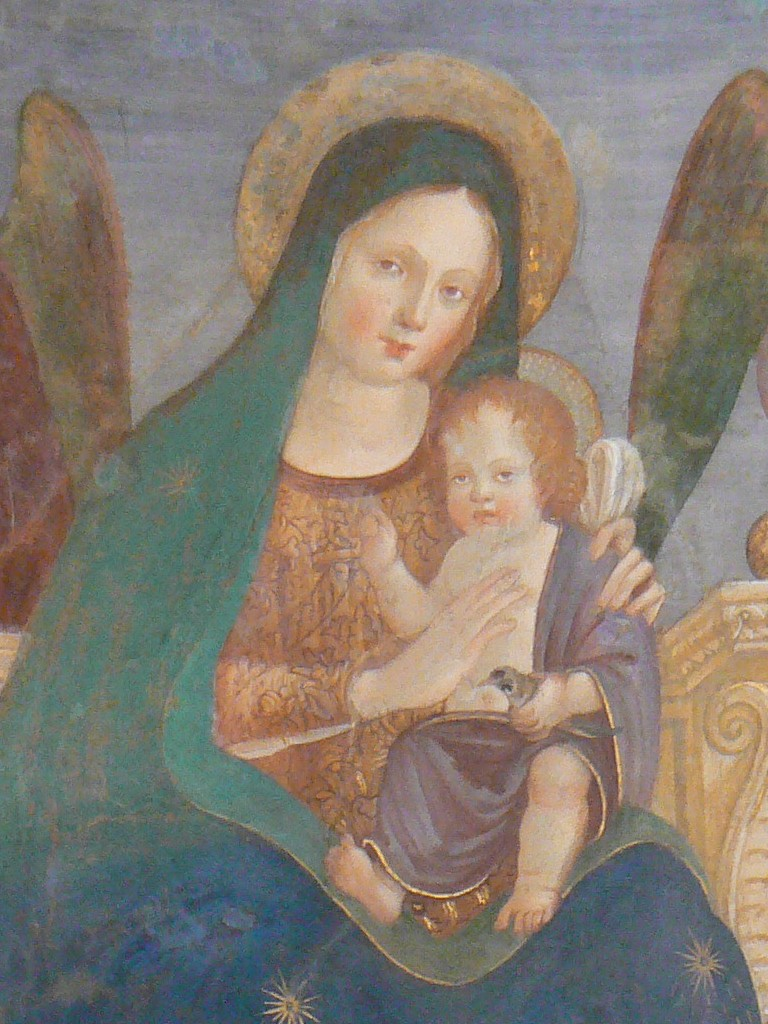
Francesco Melanzio - Madonna con Bambino - 1517 (Montefalco - Oratorio di Santa Maria in Platea) - particolare

Francesco Melanzio: ritratto della moglie (leggenda popolare)
In un articolo dedicato a Montefalco dalla rivista mensile del T.C.I. nel 1926, redatto da Carlo Bandini, l'autore ci descrive un affresco che il Melanzio dipinse nel 1517 all'interno della chiesetta di Santa Maria del Popolo o di Piazza in Montefalco raffigurante una Madonna con Bambino in trono e angeli, definendo questa figura come..una sorridente e simpatica Madonnina dalla vivacità cromatica e rappresentativa, graziosa e persin birichina. La tradizione vuol che sia il ritratto di sua moglie.. e poi commentando..se è così, aveva scelto bene e il modello e la moglie

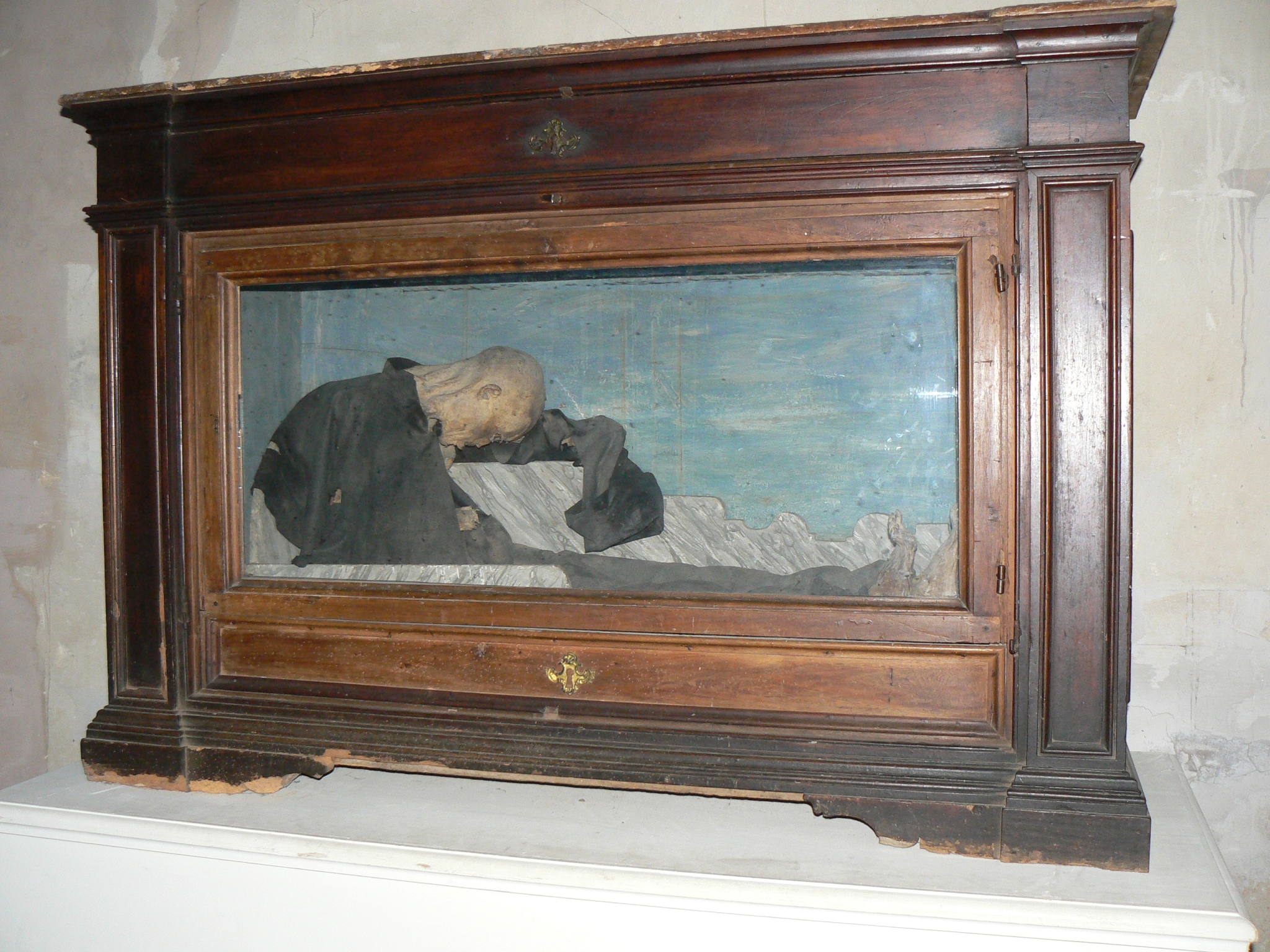
Beato Pellegrino (Montefalco)

Beato Pellegrino, leggenda di carattere religioso legata al corpo mummificato di un pellegrino, tuttora esposto in una teca, nella chiesa di Sant'Agostino, come ci viene riportata dal Monticelli nel 1829:
Dice la tradizione che questo pellegrino arrivò a Montefalco dalla Spagna per venerare il corpo della beata Chiara e che poi si fosse recato a Sant'Agostino per venerare i corpi delle beate Chiarella e Illuminata. Arrivata la sera chiese ospitalità ai frati e ottenutala, prima di andare a riposare tornò in chiesa, dove al mattino lo ritrovò il sacrestano. Era seduto appoggiato a un confessionale, nella stessa posizione in cui possiamo ancora vederlo. Sulle prime si pensò che dormisse, accortisi poi che era morto, gli tolsero le "carte" (documenti) di dosso e subito lo seppellirono. La mattina dopo venne ritrovato fuori dal sepolcro e lo stesso "portento" si ripeté anche nei giorni che seguirono. Venne deciso allora di collocarlo nel campanile, dove rimase per cento anni senza che il corpo si decomponesse. Il fatto fu ritenuto prodigioso, per questo i Padri decisero di collocarlo in un armadio nella stessa posizione e con gli stessi abiti da pellegrino che aveva al momento della morte.

### Tradizioni e folclore
- Gioco de La Ciuccetta: tradizionale gioco aperto a tutti che si svolge sotto il loggiato del Palazzo Comunale il lunedì di Pasquetta. Si pratica con delle uova fresche, proprie o acquistate sul posto. Vince chi resta con l'ultimo uovo intero dopo aver sfidato gli altri concorrenti a rompere un uovo usando il proprio in uno scontro "pizzo a pizzo", che determina quello dal guscio più duro.
- La Fuga del Bove: corsa dei tori al "Campo dei giochi" dove si gareggia nella rievocazione del gioco popolare che fin dall'epoca medioevale si teneva nei giorni di Natale. I giostratori di ciascun quartiere accompagnano e guidano, di corsa, un toro (del peso tra i 4 e i 5 quintali) lungo un percorso prestabilito in una gara a scontri diretti due a due. Il vincitore finale si aggiudica il Palio, che ogni anno viene commissionato a un artista diverso, dipinto ispirandosi a Montefalco e al carattere della manifestazione.
- La festa della vendemmia: tradizionale festa che si svolge la terza domenica di settembre di ogni anno. Gli appassionati abitanti di ogni frazione della città partecipano e danno il loro meglio per allestire vari carri allegorici ispirati alle tradizionali usanze montefalchesi dal periodo della vendemmia fino ai cicli successivi della vinificazione, rievocando lo stile di vita tipico del mondo contadino di tanti anni fa. La sfilata si svolge ogni anno per le vie di Montefalco fino a radunare tutti i carri, trainati alcuni anche da animali o da trattori d'epoca, in Piazza dal Comune dove si mangia e si beve in allegria tra musica e danze.[chiarire con fonti terze e autorevoli la rilevanza storica di ciascuna tradizione]

### Versi dedicati a Montefalco
| MONTEFALCO Montefalco, Benozzo pinse a fresco giovenilmente in te le belle mura, ebro d'amor per ogni creatura viva, fratello al Sol, come Francesco. Dolce come sul poggio il melo e il pesco, chiara come il Clitunno alla pianura, di fiori e d'acqua era la sua pintura, beata dal sorriso di Francesco. E l'azzurro non désti anche al tuo biondo Melanzio, e il verde? Verde d'arboscelli, azzurro di colline, per gli altari; sicché par che l'istesso ciel rischiari la tua campagna e nel tuo cor profondo l'anima che t'ornarono i pennelli. D'Annunzio |  | MONTEFARGO (sonetto in dialetto montefalchese) È un pòstu per campà. Sta accoccolatu da anni e anni sòpre ‘na cullina de vigne e de lìa verde coloratu do' l'aria è trasparente e ginuina. Lu tèmpu pare che ce s'è fermatu come drènto ‘na vecchja cartulina do' gnente da com'era s'è cambiatu: la Piazza, lu Stratòne, chi cammina. Li viculi sò' pieni de friscura, de quarghe otòre armastu appiccicatu fra le pietre locrate de le mura. Le strate, li palazzi cò' le jese, tutto sunnicchja come appisolatu de la tranquillità de lu paese. Luigi Gambacurta |

### Ricorrenze religiose

#### Celebrazioni della Settimana santa
- "Processione del Cristo Morto", alla luce delle fiaccole, percorrono le vie della città le antiche statue lignee del Cristo Morto e della Madonna Addolorata. Il passaggio della processione è annunciato dai tamburi e delle "battice", un antico strumento utilizzato al posto delle campane per annunciare le celebrazioni religiose il giorno del venerdì Santo.
- "Gloria del Cristo Risorto", sabato santo nella chiesa di San Bartolomeo, al Gloria della santa messa della veglia pasquale, si spalancano le porte e la statua lignea settecentesca del Cristo Risorto, portata a spalla a passo di corsa, fa il suo ingresso fra squilli di chiarine, suoni di campane e spari di mortaretti.

### 1º giugno
- San Fortunato, festa del santo patrono.

### 16 agosto
- Processione delle lampade, tradizionale processione con le reliquie di santa Chiara, che percorre le vie della città illuminate da fiaccole.

### 17 agosto
- Santa Chiara della Croce, festa della santa patrona montefalchese.

### 8 settembre
- Festa del santuario di Madonna della Stella.

### Manifestazioni ed eventi

#### Aprile
- "La Ciuccetta", tradizionale gara che vede i partecipanti sfidarsi sbattendo le uova tra di loro con determinate tecniche, tenuta il pomeriggio del Lunedì dell'Angelo.

#### Maggio
- "Cantine Aperte", solitamente l'ultima domenica del mese, degustazione dei vini locali nei luoghi di produzione in associazione ai prodotti tipici del territorio.

#### Agosto Montefalchese
- Dalla prima settimana di agosto viene proposto un ampio programma di intrattenimento musicale o teatrale. I quattro quartieri della città aprono le taverne e in abiti rinascimentali, si sfidano per l'assegnazione dell'ambito Falco d'Oro. Le serate principali della disfida sono:
  - 12 agosto: in Piazza si svolgono le gare dei tamburini e degli sbandieratori. Da questa annuale sfida "interna" è nato, nel 1996, il "Gruppo Storico Sbandieratori e Musici Città di Montefalco", due volte miglior gruppo d'Italia per la Lega italiana sbandieratori, nel 2008 e nel 2023.
  - 13 agosto: in piazza ogni quartiere gareggia presentando uno spettacolo teatrale che tutti gli anni cambia di tema.
  - 14 agosto: in piazza ha luogo la sfida tra i balestrieri e la gara della staffetta.
  - 19 agosto: la "Fuga del Bove", corsa dei tori al "Campo dei giochi"

L'agosto Montefalchese si conclude la notte del 19 agosto dopo la Fuga del Bove, quando in piazza del Comune viene assegnato il Falco d'oro sulla base dei punteggi ottenuti dai Quartieri in tutte le prove, segnando coi festeggiamenti dei vincitori la chiusura ufficiale dell'evento.
- Fine agosto: Rock Doc Live, manifestazione con concerti rock, presso gli spazi appositamente allestiti a Montefalco.

#### Settembre
- Enologica Montefalco, mostra mercato dei vini e presentazione della nuova annata per il Sagrantino di Montefalco, con degustazioni guidate e convegni a tema enogastronomico.

## Economia

### Turismo
Montefalco nel 2007 fu indicato dal FAI come “città ideale d’Italia”. Il suo borgo fa parte del mosaico composto dal ministero dei Beni culturali e del Turismo per il “2017 Anno dei Borghi”, che coinvolge 18 regioni e 800 borghi d'Italia.
Fa parte del circuito Borghi più belli d'Italia ed è una Bandiera Arancione del Touring Club Italiano.

## Amministrazione
| Periodo        | Periodo        | Primo cittadino     | Partito                     | Carica  | Note   |
| -------------- | -------------- | ------------------- | --------------------------- | ------- | ------ |
| 19 agosto 1988 | 28 giugno 1990 | Angelo Preziosi     | Partito Socialista Italiano | Sindaco | [ 11 ] |
| 4 luglio 1990  | 24 aprile 1995 | Angelo Preziosi     | Partito Socialista Italiano | Sindaco | [ 11 ] |
| 24 aprile 1995 | 13 giugno 1999 | Luigi Gambacurta    | L'Ulivo                     | Sindaco | [ 11 ] |
| 13 giugno 1999 | 13 giugno 2004 | Valentino Valentini | Democratici di Sinistra     | Sindaco | [ 11 ] |
| 13 giugno 2004 | 7 giugno 2009  | Valentino Valentini | Partito Democratico         | Sindaco | [ 11 ] |
| 7 giugno 2009  | 25 maggio 2014 | Donatella Tesei     | Lega Nord                   | Sindaco | [ 11 ] |
| 25 maggio 2014 | 26 maggio 2019 | Donatella Tesei     | Lega Nord                   | Sindaco | [ 11 ] |
| 26 maggio 2019 | 9 giugno 2024  | Luigi Titta         | Gruppo Montefalco           | Sindaco | [ 12 ] |
| 10 giugno 2024 | In Carica      | Alfredo Gentili     | Montefalco Cambia           | Sindaco | [ 13 ] |

## Sport
Ha sede nel comune la società di calcio A.S.D. Montefalco, fondata nel 1951. Nella sua storia ha cambiato diversi nominativi e disputato campionati dilettantistici regionali.